# 143 (число)
Вижте пояснителната страница за други значения на 143.
143 (сто четиридесет и три) е естествено, цяло число, следващо 142 и предхождащо 144.
Сто четиридесет и три с арабски цифри се записва „143“, а с римски цифри – „CXLIII“. Числото 143 е съставено от три цифри от позиционните бройни системи – 1 (едно), 4 (четири), 3 (три).

## Общи сведения
- 143 е нечетно число.
- 143-тият ден от годината е 23 май.
- 143 е година от Новата ера.

## Любопитни факти
- Художничката Фрида Кало е авторка на 143 картини.